# Carrer de la Unió
El Carrer de la Unió és un carrer de la ciutat de Barcelona. Es projectà per unir el carrer del Marquès de Barberà amb la rambla dels Caputxins, cap als anys 1836-1840. Segons Roca i Comas (1922), el nom 'sembla respondre al desig d'unió i d'acabament de les freqüents i tràgiques discòrdies d'aquelles dates'. Però segons un document municipal es tracta del Conde de la Unión, Luís Fermín de Carvajal i Vargas, que havia estat governador i capità general del Principat, president de l'Audiència i general en cap de l'exèrcit del Rosselló, versió que es considera més correcta.